# Jean-Michel Mipoka
Jean-Michel Mipoka (Tolosa, 28 settembre 1985) è un cestista francese.

## Palmarès

### Squadra
- Match des Champions: 1

Limoges CSP: 2012

### Individuale
- MVP Match des champions:1

Limoges CSP: 2012